# 乌尔迪斯-科杜桑
乌尔迪斯-科杜桑（法語：Ourdis-Cotdoussan，法語發音：[uʁdis kɔdusɑ̃]）是法国上比利牛斯省的一个市镇，属于阿热莱斯加佐斯特区。该市镇于1960年由原市镇乌尔迪斯（Ourdis）和科杜桑（Cotdoussan）合并而成。

## 地理
乌尔迪斯-科杜桑（43°2'47"N, 0°1'19"E）面积4.85 平方千米，位于法国奧克西塔尼大區上比利牛斯省，该省份为法国西南部内陆省份，北至热尔省，西接大西洋比利牛斯省，南与西班牙接壤，东临上加龙省。
与乌尔迪斯-科杜桑接壤的市镇（或旧市镇、城区）包括：舍斯、加佐斯特、乌苏埃河畔热尔姆、然卡拉斯。
乌尔迪斯-科杜桑的时区为UTC+01:00、UTC+02:00（夏令时）。

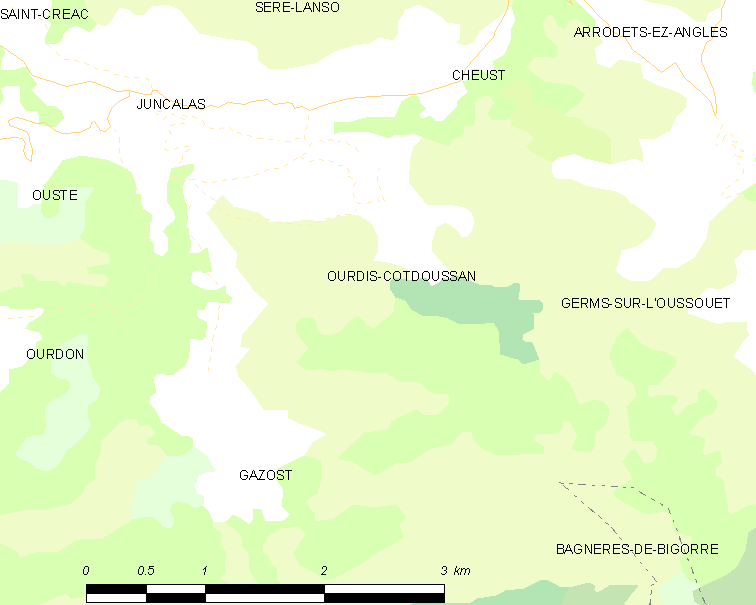
乌尔迪斯-科杜桑的OSM定位图

## 行政
乌尔迪斯-科杜桑的邮政编码为65100，INSEE市镇编码为65348。

## 政治
乌尔迪斯-科杜桑所属的省级选区为卢尔德第二县。

## 人口

1962-2008年间乌尔迪斯-科杜桑人口变化图示

乌尔迪斯-科杜桑于2022年1月1日时的人口数量为43人。